# 頭頸部癌
頭頸部癌（とうけいぶがん）とは、その名の通り頭頸部にみられる臓器における悪性腫瘍の総称である。

## 頭頸部癌にふくまれる疾患の例
- 副鼻腔：上顎洞癌
- 口腔：舌癌、口腔粘膜腫瘍、口腔底癌
- 咽頭：上咽頭癌、中咽頭癌、下咽頭癌
- 喉頭：喉頭癌
- 前頸部：甲状腺癌
- 唾液腺：耳下腺腫瘍、顎下腺腫瘍

などを対象とする。
発生部位の性質上、扁平上皮癌が主であるが、甲状腺癌などは例外の代表的なものである。これらは耳鼻咽喉科で診断・治療を受けることが多い。頚部悪性腫瘍には悪性リンパ腫もしばしばみられるが、これは血液腫瘍のひとつと分類され血液内科で診療されることが多い。また眼神経（眼科で診療）や皮膚腫瘍（皮膚科で診療）は頭頸部癌には含まれない（例:視神経腫瘍、悪性黒色腫、有棘細胞癌）。
2005年に、スウェーデンのマルメ大学で行われた研究は、ヒトパピローマウイルス（HPV）に感染した人間との、予防手段を用いないオーラルセックスは口腔癌のリスクを高めると示唆した。この研究によると、癌患者の36%がHPVに感染していたのに対し、健康な対照群では1%しか感染していなかった。
『ニューイングランド・ジャーナル・オブ・メディシン』誌で発表された最近の別の研究は、オーラルセックスと咽喉癌には相関関係があることを示唆している。HPVは頸部癌の大半に関係しているので、この相関関係はHPVの感染によるものと考えられている。この研究は、生涯に1-5人のパートナーとオーラルセックスを行った者は全く行わなかった者に比べおよそ2倍、6人以上のパートナーと行った者は3.5倍の咽喉癌のリスクがあると結論付けている。
『Scientific Reports』誌で発表された研究によると、扁平上皮癌においてALKBHタンパク質ファミリーの多くが過剰発現することがわかった。